# Dapsilarthra isabella
Dapsilarthra isabella är en stekelart som först beskrevs av Alexander Henry Haliday 1838.  Dapsilarthra isabella ingår i släktet Dapsilarthra och familjen bracksteklar. Inga underarter finns listade i Catalogue of Life.